# Tor Łódź
Tor Łódź ist eine Clubsport- und Trackdaystrecke in der Nähe von Stryków, etwa 15 km nordöstlich des Zentrums von Łódź. Sie wurde 2016 als Fahrsicherheitszentrum eröffnet, unter anderem um illegale Autorennen in Lodz zu unterbinden.

## Veranstaltungen
Die Strecke wird vornehmlich für Clubsport und Trackday-Events genutzt. Sie organisiert mit der „Super OES Toru Łódź“ auch eine Reihe von Veranstaltungen, bei denen Rallyesprints für Amateure ausgetragen werden.

## Sonstiges
Die Anlage umfasst ein Gelände von 6 ha Größe, auf dem sich auch ein Gebäude mit einem Konferenzraum und einem Café befindet. Die Bahn selbst ist 1500 m lang und 8–12 m breit und besteht aus 17 Kurven, darunter zwei Gleitflächen für Fahrsicherheitstrainings. 3 Kurzanbindungen gestatten die Konfiguration von 4 möglichen Streckenvarianten.
Die Strecke besitzt ein eigenes Zeitnahmesystem von Tag Heuer und ist auch mit Ladesäulen für Elektroautos ausgestattet.